# Leia Holtwick

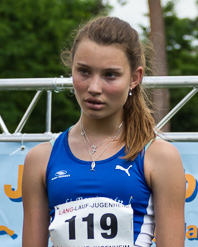
Leia Holtwick bei einem Leichtathletik-Wettkampf (2017)

Leia Holtwick (* 18. April 2002 in Wiesbaden) ist eine deutsche Schauspielerin und Model.

## Leben
Holtwick wurde in Wiesbaden geboren und wuchs in Trebur auf. Nachdem sie in ihrer Kindheit zunächst im Inlineskaten aktiv gewesen war, begann sie im Alter von zehn Jahren mit der Leichtathletik und konnte als Athletin des TV Groß-Gerau in den Jugendklassen mehrfach hessische Meistertitel in Sprintdisziplinen gewinnen. 2017 wurde Holtwick Vierte über 300 Meter bei den Deutschen U16-Meisterschaften und platzierte sich in der deutschen U16-Bestenliste über dieselbe Distanz ebenfalls auf Rang 4. Für das Jahr 2018 wurde sie daraufhin in den Nachwuchskader 2 des Deutschen Leichtathletik-Verbandes aufgenommen.
Im Sommerurlaub 2015 wurde Holtwick auf Ibiza von einer russischen Modelscoutin angesprochen, worauf sie von der Münchener Agentur Louisa Models unter Vertrag genommen wurde. Zum Schauspielen kam sie 2018, als sie ohne vorherige Schauspielerfahrung zum Casting für den Film Immenhof – Das Abenteuer eines Sommers eingeladen wurde. Zuvor hatte die Regisseurin Sharon von Wietersheim die Hauptrolle der Lou acht Wochen vor Drehbeginn trotz 2500 vorhergegangener Castings noch nicht besetzt und daraufhin bei Holtwicks Agentur-Chefin angefragt. Holtwick erhielt die Zusage für die Rolle noch am Tag des Castings und spielt in dem im Januar 2019 angelaufenen Spielfilm eine 16-Jährige, die zusammen mit ihren zwei Schwestern nach dem Tod des Vaters um die Zukunft des gemeinsam bewirtschafteten Reiterguts Immenhof kämpft.
Holtwick hat einen Realschulabschluss und besucht seitdem ein Rüsselsheimer Gymnasium.

## Filmografie
- 2019: Immenhof – Das Abenteuer eines Sommers
- 2022: Immenhof – Das große Versprechen
- 2025: Michael Patrick Kelly – The One (Musikvideo)